# Ecosferă
Ecosfera este constituită din totalitatea ecosistemelor (secțiuni spațio-temporale ale ecosferei, ce conțin biotopul și biocenoza asociată acestuia) și a interacțiunilor structurale și funcționale existente între biosferă, litosferă, hidrosferă și atmosferă. Menținerea și funcționalitatea ecosferei sunt asigurate de circuitul permanent al substanței și energiei între diferitele sale paliere.Ierarhia ecologică sau supraindividuală cuprinde individul, populația (specia), biocenoza, biomul și biosfera (Ludwig von Bertalanffy, 1969 - "Teoria generală a sistemelor"). Ultimul nivel le include pe celelalte și reprezintă treapta superioară a organizării sistemice a lumii vii. Are maximum de concentrare la zona de întrepătrundere a litosferei, atmosferei și hidrosferei.

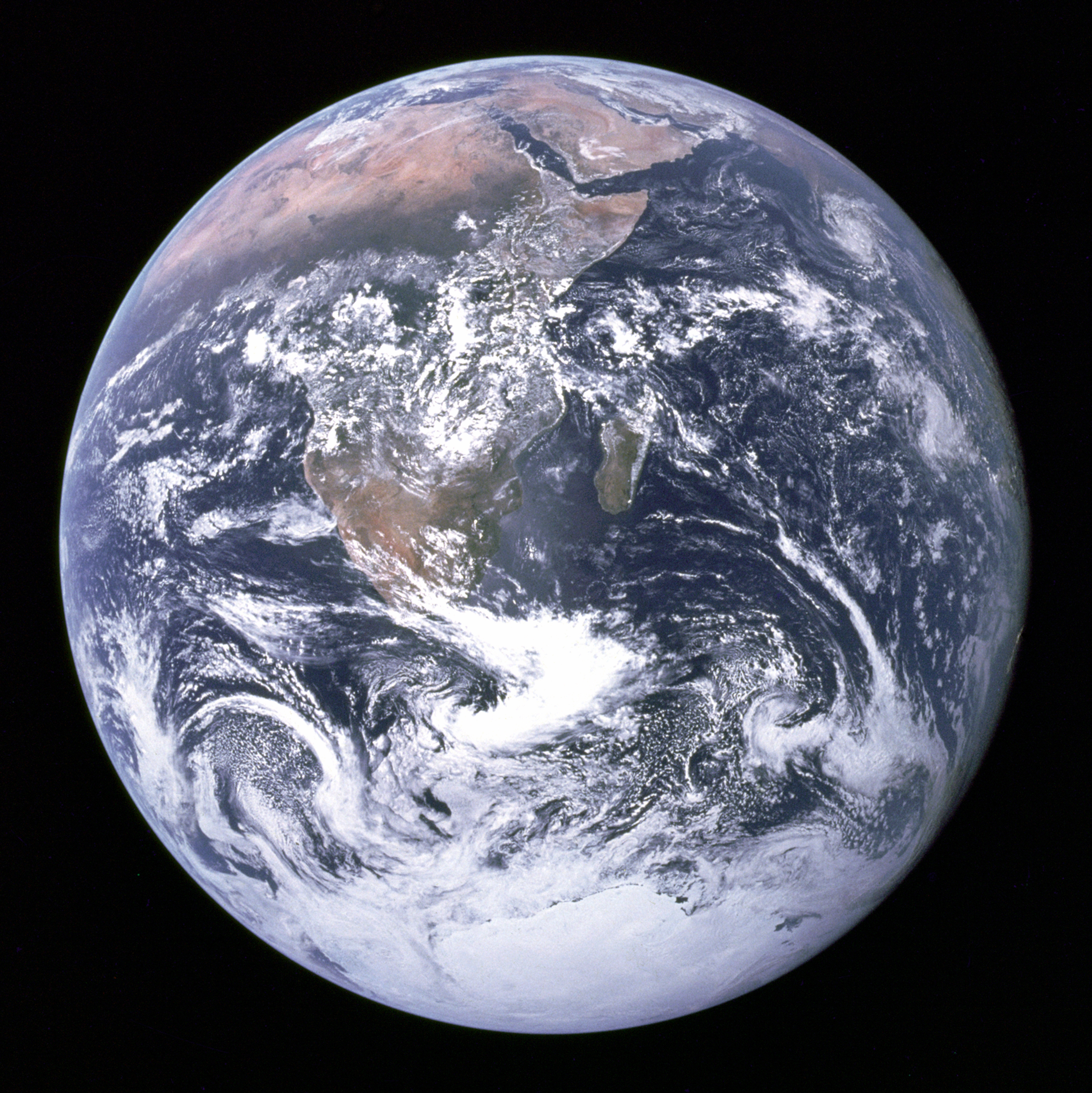
O imagine a ecosferei Pământului

Ecosfera este un sistem ecologic închis al unei planete în care are loc o interacțiune continuă a diferitelor forme de materie și energie. Forțele celor patru interacțiuni fundamentale produc diferitele forme de materie care există în straturile identificabile. Aceste straturi sunt denumite sfere componente, tipul și extinderea fiecărei sfere componente variind semnificativ de la o anumită ecosferă la alta. Sferele componente care formează o porțiune semnificativă a unei ecosfere sunt denumite sfere componente principale. De exemplu, ecosfera Pământului este formată din cinci sfere componente principale: geosfera, hidrosfera, biosfera, atmosfera și magnetosfera.
Termenul „ecosferă” a fost inventat de ecologistul american Lamont Cole în 1958. El desemnează în opinia unor ecologiști ansamblul format din biosferă, substratul său geologic și pedologic (litosfera) și atmosferă.
În astronomie, ecosfera este zona din jurul unei stele, în care temperatura permite existența apei sub formă lichidă. Această zonă are forma unei cochilii goale. În cazul sistemului solar, Pământul este situat în această zonă.

## Elementele componente ale ecosferei
- geosfera - stratul unei ecosfere care există în centrul de masă al planetei terestre și care se extinde radial spre exterior până se termină într-un strat sferic solid cunoscut sub numele de crustă.
- hidrosfera - masa totală de apă, indiferent de starea de agregare (lichid, solid, gaz), care există într-o ecosferă. Este posibil ca hidrosfera să fie distribuită și în alte sfere componente, precum geosfera și atmosfera.
- biosfera - toate organismele vii care există într-o anumită ecosferă.
- atmosfera - stratul unei ecosfera care există sub formă de gaz. Atmosfera este cea mai îndepărtată sferă componentă a materiei de centrul de masă al planetei, dincolo de care se află spațiul cosmic.
- magnetosfera - câmpul magnetic al unei ecosfere, împreună cu particulele încărcate care sunt controlate de acel câmp magnetic.

## Vezi și
- Mediu uman
- Dezvoltare durabilă